# Eileen Bennett (attrice)
Eileen Bennett (Londra, 8 luglio 1919 – 9 marzo 2025) è stata un'attrice britannica.

## Biografia
Nel 1945 sposò il colonnello Thomas Hammond West Jr. dal quale ebbe due figli: David (1946) e Nicholas (1950), anch'egli attore. Morì il 9 marzo 2025 all'età di 105 anni, 5 mesi prima di compierne 106. 

## Filmografia

### Cinema
- Salverò tua figlia (The Outsider), regia di Paul L. Stein - non accreditata (1939)
- I gioielli della corona (The Gang's All Here), regia di Thornton Freeland - non accreditata (1939)
- Ali che non tornano (Q Planes), regia di Tim Whelan, Arthur B. Woods - non accreditata (1939)
- Trunk Crime, regia di Roy Boulting (1939)
- He Found a Star, regia di John Paddy Carstairs - non accreditata (1941)
- Back-Room Boy, regia di Herbert Mason - non accreditata (1942
- Breach of Promise, regia di Harold Huth, Roland Pertwee - non accreditata (1942)
- Much Too Shy, regia di Marcel Varnel (1942)
- Thursday's Child, regia di Rodney Ackland (1943)

### Televisione
- Caesar's Friend, (1939) - film TV